# 박정학
박정학(1964년 11월 14일 ~ )은 한국의 배우이다. 1987년 연극배우로 데뷔했다.

## 출연작

### 드라마
- MBC 《남자 셋 여자 셋》 ... 이학수(이제니 조부)의 5촌 종질(五寸 從姪)이며 이국하의 아들 이정주 역(1998년)
- KBS2 《야망의 전설》 ... 중앙정보부 요원 역(1998년)
- SBS 《대망》 ... 이수 역(2002년)
- SBS 《야인시대》 ... 도꾸야마 역(2002년~2003년)
- KBS2 《로즈마리》 ... 김석태 역(2003년)
- KBS2 《해신》 ... 능창 역(2004년)
- MBC 《태왕사신기》 ... 고우충 역(2007년)
- SBS 《비천무》 ... 이화수 역(2008년)
- KBS2 《바람의 나라》 ... 사구 역(2008년)
- MBC 《2009 외인구단》 ... 조상구 역(2009년)
- JTBC 《인수대비》 ... 홍윤성 역(2011년)
- WOWOW 《스트레인저 2》 ... 민지선 역(2012년)
- MBC 《천 번째 남자》 ... 박정학 역(2012년)
- MBC 《엄마가 뭐길래》 ... 박정학 역(2012년)
- OCN 《귀신 보는 형사 처용》 ... 문두현 역(2014년)
- OCN 《나쁜 녀석들》 ... 이두광 역(2014년)
- OCN 《닥터 프로스트》 ... 술집 사장 역(2014년) (특별출연)
- KBS2 《왕의 얼굴》 ... 이정암 역(2014년~2015년)
- KBS2 《복면검사》 ... 이장권 역(2015년)
- SBS 《달의 연인 - 보보경심 려》 ... 왕식렴 역(2016년)
- SBS 《사임당, 빛의 일기》 ... 관진 역(2017년)
- OCN 《터널》 ... 경찰 고위 간부 역(2017년)
- SBS 《조작》 ... 박응모 역(2017년)
- KBS2 《드라마 스페셜 - 정마담의 마지막 일주일》 ... 땡바리 역 (2017년)
- OCN 《블랙》 ... 강하람의 양아버지 역(2017년)
- MBC 《돈꽃》 ... 오기사 / 오기평 역(2017년)
- tvN 《무법 변호사》 ... 장상익 역(2018년)
- MBC 《용왕님 보우하사》 ... 서필두 역(2018년)
- MBC 《더 뱅커》... 배동석 역(2019년)
- SBS 《시크릿 부티크》... 최석훈 역(2019년)
- OCN 《루갈》 ... 고용덕 역(2020년)
- SBS 《홍천기》 ... 간윤국 / 화차 역(2021년)
- 채널A 《쇼윈도: 여왕의 집》 ... 윤영국 역 (2021년~2022년)
- 디즈니+ 《변론을 시작하겠습니다》 ... (2022년)
- 지니 TV 《딜리버리 맨!》 ... 강형수 역 (2023년)
- tvN 《이로운 사기》 … 안채홍 역 (2023년)
- tvN 《가석방심사관 이한신》 ... 정욱 역 (2024년)
- Netflix 《트리거》 ... 권덕수 역 (2025년)

### 영화
- 《무사》 ... 정가남 역(2001년)
- 《광복절 특사》 ... FM 교도관 역(2002년)
- 《돌려차기》 ... 고 감독 역(우정출연, 2004년)
- 《공필두》 ... 장만수 역
- 《중천》 ... 창부신 역(2006년)
- 《트럭》 ... 독사 역(우정출연, 2008년)
- 《김복남 살인사건의 전말》 ... 만종 역(2010년)
- 《7광구》 ... 황인혁 역(2011년)
- 《코리아》 ... 장 대장 역(2012년)
- 《차형사》 ... 탁 대표 역(2012년)
- 《타워》 ... 국회의원 역(특별출연, 2012년)
- 《연평해전》 ... 이대준 소좌 역(2015년)
- 《여자전쟁: 떠도는 눈》 ... 조폭 보스 역(2015년)
- 《아수라》 ... 박 감찰관 역(특별출연, 2016년)
- 《돌아와요 부산항애》 ... 황 회장 역(2018년)
- 《대부업자: 소울 앤 캐시》 ... 위원장 역(2018년)
- 《파도치는 땅》 ... 문성 역(2019년)
- 《혼자 사는 사람들》 ... 아버지 역(특별출연, 2021년)
- 《강릉》 ... 남 회장 역(2021년)
- 《여타짜》 ... 고대흥 역(특별출연, 2021년)
- 《서울의 봄》[1] ... 모상돈 역(천만영화, 2023년)
- 《검은 수녀들》 ... 담언법사 역(2025년)
- 《백수아파트》 ... 무학 역(2025년)
- 《울지 않는 아이》 ... 순임 오빠 역(2025년)

### 예능
- KBS1 《TV는 사랑을 싣고》... 박미선 담임선생님 역(1995년)
- E채널 《내 딸의 남자들 시즌2 : 아빠가 보고 있다》

1. ↑  박정학의 첫 천만영화.